# 沙蒂夫卡
48°59′41″N 36°28′14″E / 48.99472°N 36.47056°E
沙蒂夫卡（烏克蘭語：Шатівка）是位於烏克蘭東部的村莊，由哈爾科夫州洛佐瓦區的洛佐瓦市鎮負責管轄。該村距離斯米爾尼夫卡3公里，始建於1859年，面積0.7平方公里，海拔高度103米，2001年人口372。